# Soinga
Soinga é uma raça de ovelha desenvolvida na região nordeste do Brasil, no estado do Rio Grande do Norte.

## História
O Soinga é uma raça desenvolvida pelo veterinário José Paz de Melo, cruzando a raça Morada Nova com Bergamácia brasileira, e após seleção dos melhores exemplares, foram cruzados com Somalis brasileira. Após mais de 20 anos de trabalho, conseguiu-se criar uma raça de ovelha com as características desejadas.

## Características
A raça é de dupla aptidão para carne e couro, destacando-se por ser muito rústica, reduzindo bastante os custos de criação. Por ter se desenvolvido no semi-árido nordestino, se adapta bem a regiões de muito calor e adaptado para digestão de vegetação de baixo valor nutritivo. É um ovino que consegue sobreviver bem digerindo gramíneas, folhas e ramos secos em épocas de estiagem (comum na caatinga) quando criado em regime extensivo explorando a vegetação nativa, pois compensa a baixa quantidade de proteína fornecida pela vegetação seca por outras plantas com maiores teores de proteínas como leguminosas típicas do bioma resistentes a seca que mantém índices altos de proteína, o que é um fator que reduz bastante os custos com criação. Possui excelente conversão alimentar.
É um animal deslanado e sua carne é apontada por apreciadores de carne de ovinos como uma das melhores que existem, dividindo o posto com a raça Morada Nova.
A raça é muito prolífica e as mães possuem excelente habilidade maternal.

## Distribuição do plantel
A grande maioria dos animais estão concentrados no nordeste brasileiro, porém há criadores que estão comprando e desenvolvendo a raça em outras regiões do Brasil de olho em seu potencial. Já existem criadores no sudeste e centro-oeste.

## Melhoramentos genéticos
Os criadores, junto a associação que gerencia a raça, tem promovido exposições e venda de animais de qualidade para melhor desenvolvimento da raça.